# 奧爾巴尼公爵亞歷山大·斯圖爾特
亞歷山大·斯图尔特（英語：Alexander Stewart，約1454年—1485年8月7日），奧爾巴尼公爵，蘇格蘭國王詹姆斯二世的次子、詹姆斯三世的弟弟。

## 生平
1482年，亞歷山大在英格蘭國王愛德華四世的幫助下率軍入侵蘇格蘭。隔年愛德華四世去世，繼任者理查三世停止援助亞歷山大的軍事行動，後者流亡至法國。1485年，亞歷山大在與奧爾良公爵的決鬥中喪生。